# André Ehrenberg
André Ehrenberg (Brunswick, 2 de enero de 1972) es un deportista alemán que compitió en piragüismo en la modalidad de eslalon.
Participó en dos Juegos Olímpicos de Verano, obteniendo una medalla de bronce en Atlanta 1996, en la prueba de C2 individual, y el octavo lugar en Sídney 2000, en la misma prueba.
Ganó cinco medallas en el Campeonato Mundial de Piragüismo en Eslalon entre los años 1995 y 2003, y tres medallas en el Campeonato Europeo de Piragüismo en Eslalon entre los años 1996 y 2002.

## Palmarés internacional
| Juegos Olímpicos   | Juegos Olímpicos              | Juegos Olímpicos  | Juegos Olímpicos |
| Año                | Lugar                         | Medalla           | Competición      |
| ------------------ | ----------------------------- | ----------------- | ---------------- |
| 1996               | Atlanta (Estados Unidos)      | Medalla de bronce | C2 individual    |
| Campeonato Mundial |                               |                   |                  |
| Año                | Lugar                         | Medalla           | Competición      |
| 1995               | Nottingham (Reino Unido)      | Medalla de bronce | C2 por equipos   |
| 1997               | Três Coroas (Brasil)          | Medalla de plata  | C2 individual    |
| 1997               | Três Coroas (Brasil)          | Medalla de bronce | C2 por equipos   |
| 2002               | Bourg-Saint-Maurice (Francia) | Medalla de plata  | C2 por equipos   |
| 2003               | Augsburgo (Alemania)          | Medalla de plata  | C2 por equipos   |
| Campeonato Europeo |                               |                   |                  |
| Año                | Lugar                         | Medalla           | Competición      |
| 1996               | Augsburgo (Alemania)          | Medalla de oro    | C2 por equipos   |
| 2000               | Mezzana (Italia)              | Medalla de oro    | C2 por equipos   |
| 2002               | Bratislava (Eslovaquia)       | Medalla de bronce | C2 por equipos   |